# Hradiště (Cheb)
Hradiště (deutsch Reichersdorf, auch Hradiště u Chebu) ist eine Siedlung der Stadt Cheb (Eger) im Okres Cheb (Bezirk Cheb). Der Ort liegt rund 1 km östlich von Eger an der Straße nach Sokolov und Karlsbad. Die Gemarkung umfasst etwa eine Fläche von 2,83 km².

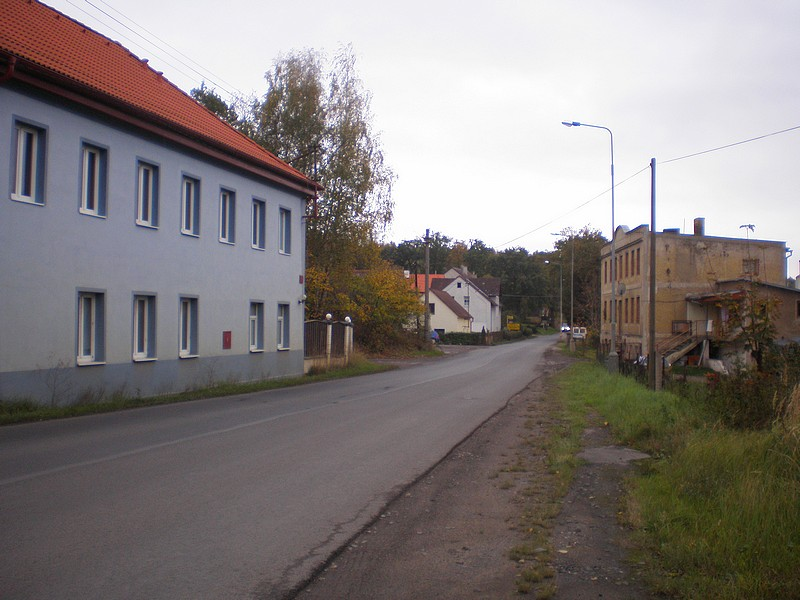
Ortsansicht

## Geschichte
Erstmals erwähnt wurde Reichersdorf 1312. Die Einwohnerzahl betrug 2011 204.
| Jahr      | 1869 | 1880 | 1890 | 1900 | 1910 | 1921 | 1930 | 1950 | 1961 | 1970 | 1980 | 1991 | 2001 | 2011 |
| --------- | ---- | ---- | ---- | ---- | ---- | ---- | ---- | ---- | ---- | ---- | ---- | ---- | ---- | ---- |
| Einwohner | 170  | 153  | 199  | 181  | 218  | 682  | 803  | 174  | 167  | 212  | 193  | 193  | 203  | 204  |
| Häuser    | 20   | 24   | 25   | 23   | 22   | 28   | 33   | 44   | -    | 55   | 56   | 59   | 65   | 67   |

## Belege
1. ↑  STATISTICKÝ LEXIKON OBCÍ ČESKÉ REPUBLIKY 2013 Podle správního rozdělení k 1.1. 2013 a výsledků sčítání lidu, domů a bytů k 26. březnu 2011 Zpracoval Český statistický úřad ve spolupráci s Ministerstvem vnitra ČR. 1. Januar 2013, S. 265, archiviert vom Original (nicht mehr online verfügbar) am 6. März 2016; abgerufen am 19. März 2024 (tschechisch).  Info: Der Archivlink wurde automatisch eingesetzt und noch nicht geprüft. Bitte prüfe Original- und Archivlink gemäß Anleitung und entferne dann diesen Hinweis.
2. ↑  Archivierte Kopie (Memento des Originals vom 27. Oktober 2022 im Internet Archive)  Info: Der Archivlink wurde automatisch eingesetzt und noch nicht geprüft. Bitte prüfe Original- und Archivlink gemäß Anleitung und entferne dann diesen Hinweis.